# Eleição municipal de Osasco em 1992
A eleição municipal de Osasco em 1992 ocorreu em 3 de outubro de 1992. O prefeito titular era Francisco Rossi do PTB. Celso Giglio do PTB elegeu-se prefeito no primeiro turno.

## Resultado da eleição para prefeito

### Primeiro turno
| Candidatos a prefeito                      | Número | Coligação | Votação | Percentual |
| ------------------------------------------ | ------ | --------- | ------- | ---------- |
| Celso Giglio PTB                           | 14     | PTB       | 126.406 | 37,90%     |
| João Paulo Cunha PT                        | 13     | PT        | 63.963  | 19,18%     |
| Guaçu Piteri PMDB                          | 15     | PMDB      | 35.465  | 10,63%     |
| Antônio Carlos Casulari Roxo da Motta PSDB | 45     | PSDB      | 5.637   | 1,69%      |
| Francisco Carlos Motta PRN                 | 36     | PRN       | 2.395   | 0,72%      |